# Морской орган
«Морско́й орга́н» (хорв. morske orgulje) — архитектурное сооружение, созданное архитектором Николой Башичем (хорв. Nikola Bašić) (акустик Ivan Stamać, гидравлик Vladimir Andročec) в 2005 году. Находится в городе Задар (Хорватия). Представляет собой систему из 35 мензурированных на манер органа труб, расположенных под ступенями городской набережной, с отверстиями для вывода звука на тротуаре. Движение морской воды выталкивает воздух через трубы, вызывая диковинные сочетания звуков различной силы и протяжённости. «Музыкальным инструментом» это сооружение можно называть условно, поскольку оно исключает участие человека (музыканта-исполнителя).